# پیتا تاوفاتوفوا
پیتا تاوفاتوفوا (انگلیسی: Pita Taufatofua؛ زادهٔ ۵ نوامبر ۱۹۸۳) تکواندوکار و اسکی‌باز صحرانوردی اهل تونگا زاده استرالیا است.
وی در بازی‌های المپیک تابستانی ۲۰۱۶ در رشته تکواندو و در بازی‌های المپیک زمستانی ۲۰۱۸ در رشته اسکی صحرانوردی شرکت کرده است.